# میدو کریک (ویرجینیای غربی)
میدو کریک (به انگلیسی: Meadow Creek) یک منطقهٔ مسکونی در ایالات متحده آمریکا است که در شهرستان سامرز، ویرجینیای غربی واقع شده‌است. میدو کریک ۳۹۲٫۸۹ متر بالاتر از سطح دریا واقع شده‌است.